# Diaspidiotus africanus
Diaspidiotus africanus är en insektsart som först beskrevs av Marlatt 1908.  Diaspidiotus africanus ingår i släktet Diaspidiotus och familjen pansarsköldlöss. Inga underarter finns listade i Catalogue of Life.